# Зульце, Эмиль
Эми́ль Зу́льце (нем. Emil Sulze; 26 февраля 1832, Каменц, Саксония — 29 мая 1914, Бад-Энхаузен, Северный Рейн-Вестфалия) — протестантский богослов.

## Биография
Родился 26 февраля 1832 года в Каменце.
С 1856 года — диакон в Йохангеоргенштадте, с 1857 — проповедник в Оснабрюке. В 1872—1876 годы был пастором в Мариенкирхе (Хемниц), в 1876—1899 — в Драйкёнигскирхе (Дрезден).
Занимался вопросами организации церковно-общинной жизни.
Понимал общину как место общения друг с другом; предложил «общинный дом» («управляемую общину»), для которого характерна взаимная душевная деятельность. Ввёл идею совместного досуга в виде вечеров общения, а также структуру свободных клубов, подразумевающих личное участие, общение и помощь в чрезвычайных ситуациях. Таким образом, эталоном истинного церковного членства стало активное участие в клубных мероприятиях. Эта общинная модель является городской и призвана реконструировать в большом городе утраченную сельскую общину.

## Избранные труды
- Bibel und Bekenntnis. — Göttingen, 1863.
- Die evangelische Gemeinde. — Gotha, 1891.
- Die evangelische Union. — Göttingen, 1869.
- Der Fortschritt von der lehrgesetzlichen Kirche zur Kirche der religiösen Lebensgemeinschaft. — Leipzig, 1901.
- Die Hauptpunkte der christlichen Glaubenslehre. — 2. Aufl. — Hannover, 1865.
- Die Reform der evangelischen Landeskirchen nach den Grundsätzen des neuern Protestantismus. — Berlin, 1906.

Работы по организации церковно-общинной жизни опубликованы в «Protestantische Kirchenzeitung», «Protestantischen Monatsheften» и «Christlichen Welt».